# Zygmunt Truszkowski

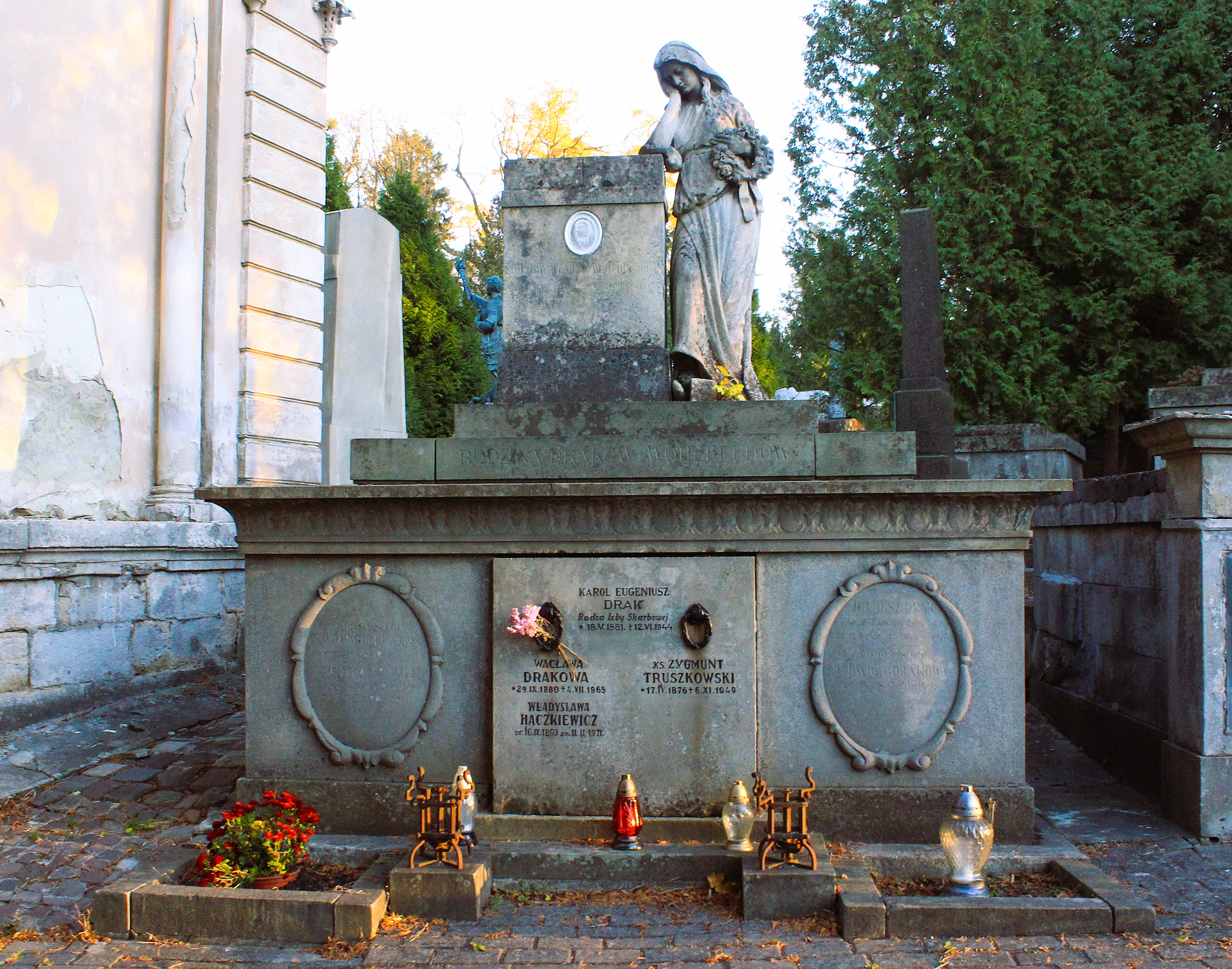

Zygmunt Truszkowski ps. "Drogosław" (ur. 11 kwietnia 1876 w Lubostroniu, zm. 6 listopada 1949 we Lwowie) – polski ksiądz rzymskokatolicki, podpułkownik Wojska Polskiego i Armii Krajowej, dziekan lwowskich kapelanów wojskowych w latach 1943-1944, proboszcz parafii św. Marii Magdaleny we Lwowie.
Po maturze ukończył studia medyczne. Jednak nie podjął pracy w zawodzie lekarza, gdyż wstąpił do zgromadzenia misjonarzy Wincentego à Paulo. W 1901 r. w Krakowie przyjął święcenia kapłańskie. Pracował na terenie archidiecezji krakowskiej i lwowskiej. W latach 1914–1918 był pierwszym proboszczem parafii w Zakopanem-Olczy. W 1919 r. przeszedł do duchowieństwa diecezjalnego, a następnie został kapelanem Wojska Polskiego. Dosłużył się stopnia podpułkownika. W czasie II wojny światowej w stawił w szeregi Armii Krajowej. Od 10 września 1943 r. do 31 lipca 1944 r. był dziekanem kapelanów wojskowych we Lwowie. W połowie 1945 r. został aresztowany przez NKWD i skazany na 10 lat łagrów w grupowym procesie lwowskiego duchowieństwa.
Jednak 25 lutego 1946 r. wyszedł na wolność, gdyż wykazał się osobistą znajomością z Włodzimierzem Leninem, któremu w 1914 r., pracując w Poroninie, pożyczył pieniądze. We wrześniu 1946 r. otrzymał zgodę na objęcie probostwa parafii św. Marii Magdaleny we Lwowie. Zmarł w wieku 73 lat, został pochowany na Cmentarzu Łyczakowskim we Lwowie.